# Bund Deutscher Orgelbaumeister
Der Bund Deutscher Orgelbaumeister e. V. (BDO) mit Sitz in Schweinfurt ist eine Vereinigung deutscher Orgelbauer und ihrer Zulieferer (z. B. Spezialhersteller von Orgelpfeifen). Zurzeit gehören ihm rund 150 Werkstätten in ganz Deutschland an. Er vertritt die Interessen des deutschen Orgelbaus gegenüber allen in Frage kommenden Institutionen, wie Auftraggebern, kirchlichen Körperschaften, Orgelsachverständigen oder Behörden.

## Geschichte
Seit etwa 1850 wurde immer wieder der Wunsch nach einem Zusammenschluss der Orgelbauer geäußert. Gründe hierfür waren unter anderem der Konkurrenzdruck durch die nach der Reichsgründung 1871 entfallenen Binnengrenzen und -zölle sowie die durch die Industrialisierung veränderte Produktivität. Schließlich ergriff Orgelbaumeister Oskar Schlag aus Schweidnitz 1891 die Initiative und warb in der Orgel- und Pianobau-Zeitung (Jahrgang 3, S. 393) für einen formellen Zusammenschluss; daher gilt 1891 als Gründungsjahr des BDO. Im Jahr 1895 wurde der Verein deutscher Orgelbaumeister gegründet, nachdem es bereits seit mindestens 1890 regelmäßige Treffen von Orgelbauern gegeben hatte. 1896 wurde der Verein ins Vereinsregister eingetragen. Auf dem ersten Jahrestreffen nach dem Ersten Weltkrieg, im Jahr 1919, wurde eine neue Organisationsform mit acht Bezirksverbänden beschlossen: Baden, Bayern, Niedersachsen, Ost, Rheinland, Sachsen-Thüringen, Westfalen und Württemberg. Gleichzeitig benannte man sich in Verband der Orgelbaumeister Deutschlands um. Der Verband wurde 1943 auf Anordnung des Reichswirtschaftsministerium aufgelöst. 1946 erfolgte die Wiedergründung  unter dem heutigen Namen Bund Deutscher Orgelbaumeister.

### Vorsitzende
Erste Vorsitzende waren:
- 1895–1906: Oskar Schlag
- 1906–1910: Adolf Hammer
- 1910–1918: Eugen Link
- 1918–1920: Adolf Hammer
- 1920–1927: Oscar Walcker
- 1927–1935: Emil Hammer
- 1935–1937: Oscar Walcker
- 1937–1943: Hans Steinmeyer
- 1948–1964: Hans Klais
- 1964–1967: Alfred Führer
- 1967–1974: Fritz Steinmeyer
- 1974–2000: Hans Gerd Klais
- 2000–2014: Horst Hoffmann
- 2014–2017: Thomas Jann

Seit Oktober 2017 ist Orgelbaumeister Jürgen Lutz aus Feuchtwangen der erster Vorsitzende; am 18. September 2021 wurde er von der Mitgliederversammlung wiedergewählt.

## Ziele
Ursprüngliches Ziel der Vereinigung war es, eine Mindestpreisvereinbarung festzulegen, um auf diesem festgelegten Preisniveau oder darüber produzieren zu können. Damit versuchten sich Großbetriebe vor Preisunterbietungen von kleinen Orgelbaufirmen zu schützen, die oft nahe an ihrem Existenzminimum arbeiteten.
Heute widmet sich der BDO vor allem folgenden Aufgaben: Es werden fundierte Schulungen in arbeitstechnischen oder arbeitsmedizinischen Bereichen angeboten. Durch die regelmäßige Zusammenarbeit mit Orgelsachverständigen werden Fachfragen abgestimmt. Forschungsergebnisse werden durch eigene Publikationen veröffentlicht. So konnten 1972 etwa die „Orgelspieltischnormen“ festgelegt werden. Qualitätsstandards im Orgelbau werden auf Messen und Ausstellungen präsentiert. Darüber hinaus werden weitere flankierende Maßnahmen verfolgt, die den deutschen Orgelbau fördern. Als Beispiel hierfür kann das Eintreten für eine Sondergenehmigung zur Weiterverwendung von Blei durch Orgelbauer gesehen werden.
Ferner widmet sich der BDO intensiv der Öffentlichkeitsarbeit und berät alle Interessierten in Fragen des Orgelbaus. Um bereits Kinder für das Thema Orgel zu begeistern, gab der BDO das Kinderbilderbuch Das Große Buch der Orgel heraus. Außerdem engagierte sich der BDO bei der erfolgreichen Bewerbung um die Auszeichnung als immaterielles Kulturerbe der Menschheit durch die UNESCO (2017) und unterstützte zahlreiche Aktivitäten im „Jahr der Orgel“ 2021. Ein Höhepunkt dabei war die Aktion „Orgel und Dampflok“ auf dem Erfurter Hauptbahnhof am 12. September 2021. Schließlich trug der BDO wesentlich dazu bei, dass 2020 – zusammen mit elf weiteren Gewerken – die Meisterpflicht im Orgelbau wieder eingeführt wurde.
Mitglied im BDO kann laut Satzung werden, wer hauptberuflich einen Orgelbaubetrieb leitet, unabhängig von der Betriebsgröße.